# 山浦光則
山浦 光則（やまうら みつのり）は、江戸時代前期の米沢藩藩士。日本史上唯一の「キリシタン公卿の殉教者」とされる。

## 生涯
中納言・猪熊季光の次男として誕生した。季光は、四辻家出身で、上杉景勝側室（定勝生母）・桂岩院の末弟にあたる。伯父には猪熊事件の猪熊教利が、伯母にはおよつ御寮人事件の四辻与津子がいる。
はじめ磯野九兵衛と称した。キリシタンであったため、寛永11年（1635年）、迫害を避けて妻子と共に京都から逃れ、従兄で米沢藩2代藩主・上杉定勝を頼って米沢へ身を寄せた。これは父方の血縁関係があったことに加え、米沢藩におけるキリシタン弾圧が他藩と比べて緩いものだったことが起因といわれる。
寛永12年（1636年）、定勝により、采地1000石を与えられ、犬懸上杉・山浦家を再興し、山浦玄蕃と名乗った。
しかし定勝の死後、江戸幕府の厳命を受けた3代藩主・上杉綱勝によって、承応2年（1653年）12月に伯母・四辻氏が葬られている米沢極楽寺境内で斬首された。遺体は四辻氏の墓の隣に葬られたといわれる。
現在、四辻氏の墓とされている上杉家側室の墓の側に、光則の供養塔が建立されている。

## 妻子
光則の妻子は免罪され、息子2人は僧となり、娘3人のうち次女は綱勝生母・生善院の侍女を経て侍組平林正信に、三女は米沢・長命寺（真宗大谷派）住職にそれぞれ嫁いだ。

## 系譜
- 父：猪熊季光
- 母：不詳
- 妻：不詳
  - 男子：山浦能範法印
  - 男子
  - 女子
  - 次女：平林正信室
  - 三女